# Hargrave (Northamptonshire)
Hargrave – wieś w Anglii, w hrabstwie Northamptonshire, w dystrykcie (unitary authority) North Northamptonshire. Leży 30 km na wschód od miasta Northampton i 94 km na północ od Londynu. Miejscowość liczy 236 mieszkańców.